# デス・プルーフ in グラインドハウス
『デス・プルーフ in グラインドハウス』（英: Death Proof）は、2007年のアメリカ合衆国のカーアクション・ホラー映画。クエンティン・タランティーノ監督、カート・ラッセル主演。
アメリカ国内とカナダでは、本作「デス・プルーフ」は「プラネット・テラー」とともに2本立て映画『グラインドハウス』として公開された。アメリカとカナダ以外では公開時にカットされたシーンを加え、1本の作品とした本作が公開された。

## 概要
「グラインドハウス」とは、アメリカで低予算のB級映画を2、3本立てで上映する映画館のことである。日本ではかつては二流館などとも言われ多く存在した。そのタイトルの示すとおり、タランティーノが好む1970年代から80年代のB級映画のオマージュとして製作された作品で、ところどころにグラインドハウス映画特有であったフィルムの傷や、リールのダブりや飛びによる画像ノイズや音割れを、あえて再現したものとなっている。
また、前2作『キル・ビル Vol.1』、『キル・ビル Vol.2』ではあまり見られなかったタランティーノの特徴でもある「意味のない話を延々と続ける」演出が本作では復活し、アクション・スリラー映画ながらも、主に2組の女性たちによるガールズ・トークとして、ストーリーの半分を占めている。

## ストーリー
テキサス州オースティンの地元ラジオ局の人気DJジャングル・ジュリアは、長年の親友シャナの運転する車で、久しぶりに街にやって来た友人アーリーンと共に出かけた。しかし、怪しい車に乗った男がジュリアたちの前に何度もあらわれることにアーリーンは気付く。彼は、女の子たちが向かったバー「テキサス・チリ・パーラー」にも現れ、スタントマン・マイクと名乗り、ジュリアがラジオで放送したことについて、アーリーンに話しかけてくるのだった。怪しみながらも、個性的なマイクとのやり取りを楽しんでから、アーリーンとジュリアたちはバーを出て、ラナの運転の車に乗り帰路に着く。マイクも、パムと約束したために彼女を送ろうとしていた。マイクは自分の車を、カースタントのための耐死仕様（デス・プルーフ）だとパムに話す。そして発車させたとたんマイクはおぞましい本性を現し、女の子たちは皆、悲惨な死を迎えることになった。
オースティンから14ヶ月後のテネシー州レバノンにマイクはあらわれる。映画業界で働くキム、アバナシー、リーの3人はニュージーランドから来た仲間のゾーイを空港に迎えに行ってから、4人で仕事の合間の休みを過ごそうとしていた。そしてスタントウーマンであるゾーイの希望で、レバノンで売りに出ているという或る中古車を見に農家に行くことになる。それはゾーイの憧れの車で、440立方インチ(約7.2リットル)エンジン搭載の白の1970年型ダッジ・チャレンジャーだった。オーナーから許可を得たゾーイは、キムとアバナシーを伴って試乗するが、マイクがマッスル・カーで絡んでくる。何とか危機を脱した3人に、マイクは機嫌良く別れを告げるが、ゾーイたちはやられっぱなしになるような甘い女ではなかった。マイクは反対に追い詰められ、許しを請うものの、ゾーイたちに半殺しにされる。

## キャスト
後述の括弧内はDVD版の日本語吹替え声優
- スタントマン・マイク・マッケイ - カート・ラッセル（菅生隆之）

テキサス州オースティン
- アーリーン（バタフライ） - ヴァネッサ・フェルリト（渡辺明乃）
- ジャングル・ジュリア・ルカイ（ラジオDJ） - シドニー・ターミア・ポワチエ（佐古真弓）
- シャナ・バナナ（ジュリアの親友） - ジョーダン・ラッド（斉藤梨絵）
- パム（ジュリアの昔馴染み） - ローズ・マッゴーワン（岡本麻弥）
- ウォーレン（テキサス・チリ・パーラー店主） - クエンティン・タランティーノ（青山穣）
- ラナ・フランク（ジュリアの友人） - モニカ・スタッグス
- マーシー（ジュリアの友人） - マーシー・ハリエル
- ドヴ - イーライ・ロス
- エバ - ウラ・ベルグリッド - （玉川砂記子）
- ネイト - オマー・ドゥーム
- オマー - マイケル・バコール
- パンキー・ブルーザー（ウェイトレス） - マルタ・メンドーサ
- ティム（バーテンダー） - ティム・マーフィー
- ヴィーナス・エンヴィー - メリッサ・アーカロ
- アール・マクグロウ（英語版）（テキサス・レンジャー） - マイケル・パークス
- エドガー・マクグロウ（英語版）（テキサス・レンジャー、アールの息子） - ジェームズ・パークス
- ダコタ・マクグロウ・ブロック（医師、アールの娘） - マーリー・シェルトン

テネシー州レバノン
- アバナシー（メイク係） - ロザリオ・ドーソン（高山佳音里）
- ゾーイ・ベル（スタントウーマン、本人役） - ゾーイ・ベル（唐沢潤）
- キム（スタントウーマン） - トレイシー・トムズ（高乃麗）
- リー（女優） - メアリー・エリザベス・ウィンステッド（加藤優子）
- ジャスパー（中古車オーナー） - ジョナサン・ローラン
- コンビニ店員 - ニッキー・カット
その他の日本語吹き替え：藤本教子／佐藤美一／中川慶一／杉山大／寺井沙織／下田レイ／中村浩太郎

## 主な使用車両
車種と運転している登場人物
- シボレー・ノヴァ（1970年型）[2] - スタントマン・マイク（オースティン）
ナンバープレートは「JJZ 109」。『ブリット』でスティーブ・マックィーン演じる主人公が乗るフォード・マスタングのナンバーと同じ[2]。
- ダッジ・チャージャー（1969年型）[2] - スタントマン・マイク（レバノン）
『ダーティ・メリー/クレイジー・ラリー』で主人公たちが乗っていたのと同型車種で、ナンバープレートも同じ「938 DAN」が使用されている[2]。
- ダッジ・チャレンジャー（1970年型）[2] - キム
『バニシング・ポイント』で主人公たちが乗っていたのと同型車種[2]。
- フォード・マスタング（1971年型） - キム
- ホンダ・シビック（1995年型） - バタフライ

## 公開
アメリカでは、2007年4月6日に2本立ての『グラインドハウス』として2624館で公開され、週末興行成績で初登場4位になった。また、5月には『デス・プルーフ』のみ第60回カンヌ国際映画祭コンペティション部門に選ばれ上映された。
日本では、アメリカ公開版『グラインドハウス』が同年8月24日から31日までの8日間限定でTOHOシネマズ 六本木ヒルズとTOHOシネマズ なんばの2館で公開された。その後、9月1日から『デス・プルーフ in グラインドハウス』がTOHOシネマズとみゆき座系列ほかで全国公開された。
『グラインドハウス』のもう1編「プラネット・テラー」（監督ロバート・ロドリゲス）は、『プラネット・テラー in グラインドハウス』として9月22日にTOHOシネマズとみゆき座系列ほかで全国公開された。